# Licata
Licata (en griego: Φιντίας; en latín: Phintias o Plintis; formalizado como Alicata) es una ciudad ubicada en la costa sur de Sicilia, en la boca del río Salso (antiguamente Hímera), entre las localidades de Agrigento y Gela. Es un importante puerto construido en el siglo XX, que junto con su exitosa pesca, convirtió a Licata en uno de los centros portuarios más importantes de Europa.
En el oeste de la ciudad se encuentran unas playas muy pequeñas, separadas por barreras de hasta 40 metros de altura.

## Historia
La localidad cuenta con asentamientos arcaicos, fue fundada en la zona oeste del río Salso en el 282 a. C., por Fintias, un tirano procedente de Agrigento, quien nombró a la zona con su nombre, arrasando la localidad de Gela, y restableciendo su población en la nueva localidad. Phintias se asienta con gran preponderancia, construyendo murallas, templos y agoras.
Tiempo después, inscripciones y monedas mostrarían que los habitantes conservaron el nombre de su antigua localidad, denominándolo Geloi.
La ciudad fue ocupada por los cartagineses, que la perdieron hacia el 256 a. C. Fue en estos años que se combatió, en el mar de Licata, durante la primera guerra púnica, la famosa batalla del Cabo Ecnomo (para Polibio la más grande batalla naval de la antigüedad), donde los cartagineses con 250 naves y 15 000 marineros enfrontaron a los romanos del cónsul Marco Atilio Régulo, con una flota de 230 naves y 97 000 hombres entre soldados y marineros. A consecuencia de la batalla, la ciudad fue conquistada por los romanos vencedores. Bajo los romanos se expandió la actividad comercial y con ésta, la dominación de la ciudad.
El paleocristianismo dejó la marca de su presencia en las necrópolis hechas en las grutas. El primer núcleo del centro histórico actual se desarrolló durante el período bizantino, en torno al castillo en el mar de Lympiados.
La llegada de la dominación árabe en Licata comenzó en el año 827 cuando la ciudad fue conquistada por Asad. Tal dominio duró más de doscientos años y concluyó con la conquista de parte de los normandos, producida el 25 de junio de 1086. El período Normando de Licata fue feliz: Es reconocida ciudad sujeta a la sola jurisdicción de la Corona.
En 1270 se instaura en Sicilia la Casa de Anjou. Licata, que cuenta cerca de 7000 habitantes y está sujeta a pesadísimos tributos, participa en la revolución de las Vísperas Sicilianas: guiada por el barón Rosso Passaneto y Bernardo Passaneto, los licateses asaltan y saquean los dominios franceses de la ciudad.
Durante el reinado de Alfonso el Magnánimo, la ciudad recibe el título de "Fidelísima" (1447). Bajo la larga dominación española en Italia, en Licata sucedieron varias cosas, buenas y malas. Un acontecimiento particularmente dramático fue aquel que ocurrió en junio de 1553, cuando la ciudad fue saqueada y destruida por el pirata turco Dragut (ya que los turcos, aliados con los franceses, estaban en guerra con España). Luego de tales vicisitudes, a fines del siglo XVI, fueron reconstruidos los muros y fue edificada una torre poderosa de guardia.
Licata comenzó lentamente a recibir una inmigración de ciudadanos de la isla de Malta (1565) llegados para ponerse a salvo de las agresiones de la flota otomana. No obstante un período nefasto que había de perdurar a causa de la peste de 1625 y de la carestía de 1647, sucesivamente y por todo el siglo XVII, la ciudad se desarrolló más hacia el interior de sus muros, enteramente reconstruida, y fueron edificadas numerosas obras civiles y religiosas. La colonia maltesa atrajo después una inmigración nueva llegada hacia 1645, dando origen al primer burgo "extra moenia" de Licata (el actual pueblo de San Paolo)
En los primeros años del siglo XIX se produce el último desembarco de piratas turcos. En 1820 Licata se subleva contra los Borbón. La resistencia contra el rey de Nápoles fue guiada por el patriota Mateo Verderami. Durante la Expedición de los Mil, después del desembarco de Giuseppe Garibaldi en Marsala, la ciudad se subleva y manda un contingente armado propio al ejército del Héroe de los Dos Mundos. El hijo de Garibaldi, Menotti Garibaldi, fue hospedado la noche del 20 de junio de 1860 en el palacio del marqués de Cannarella. Después de la caída de los Borbón, cuando la ciudad, como toda Sicilia, pasó bajo el control del Reino de Cerdeña, Licata hospedó, en calidad de comandante de la 9.ª compañía del 57.º regimiento de infantería, al escritor capitán Edmundo de Amicis.
En los años transcurridos entre 1870 y 1872, fueron construidos el puente sobre el río Salso, el puerto comercial y otras importantes obras públicas.
La minería de azufre y las actividades comerciales llevaron a un desarrollo social y económico importante, creando un círculo económico que hizo la fortuna de la ciudad. Licata devino así residencia habitual de familias nobles y burguesas; esto favoreció una gran actividad de fábricas.
En 1922 comienzan en Licata los años oscuros del fascismo que se acabaron el 10 de junio de 1943, cuando la 3.ª división de infantería americana desembarcó en la playa, tomando la ciudad.
Primero la guerra y después la crisis del azufre (de calidad óptima, pero con técnicas de extracción devenidas poco competitivas) llevaron a un empobrecimiento progresivo del territorio, signando un cambio en sentido negativo en las condiciones económicas generales, que movió a muchos licateses a emigrar hacia el norte de Italia y hacia otros países, sobre todo Alemania Occidental, Bélgica y Francia y, más allá del océano, hacia los Estados Unidos, Argentina y Venezuela.
El exboxeador estadounidense Tony Licata, hijo de descendientes de japoneses e italianos (sicilianos específicamente), es una de las pocas personalidades del ámbito deportivo con el apellido proveniente de la ciudad mencionada.
Alexandre Licata también es uno de los pocos deportistas que completan esta pequeña grilla de personalidades, quien juega actualmente en el AJ Auxerre de Francia.

## Evolución demográfica
| Gráfica de evolución demográfica de Licata entre 1861 y 2001 |
|                                                              |
| Fuente ISTAT - elaboración gráfica de Wikipedia              |